# Dur-Dur Band
Dur-Dur Band est un groupe musical de Mogadiscio (Somalie) actif au cours des années 1980 et 1990. Ses influences musicales étaient la disco, le funk et la soul, et des artistes tels que Bob Marley, Michael Jackson et Santana. En Somali, dur-dur signifie printemps.
En 1987, les artistes vocaux du groupe étaient Sahra Abukar Dawo, Abdinur Adan Daljir, Mohamed Ahmed Qomal and Abdukadir Mayow Buunis, soutenus par les musiciens Abukar Dahir Qasim (guitare), Abdillahi Ujeeri (basse) Yusuf Abdi Haji Aleevi (guitare), Ali Dhere (trompette), Muse Mohamed Araci (saxophone), Abdul Dhegey (saxophone), Eise Dahir Qasim (claviers), Mohamed Ali Mohamed (basse), Adan Mohamed Ali Handal (batterie), Ooyaaye Eise et Ali Bisha (congas) et Mohamed Karma, Dahir Yaree and Murjaan Ramandan (choristes).
Le groupe original s'est séparé au début des années 1990, alors que la situation politique de la Somalie commençait à se dégrader. Ses fondateurs, les époux Abdinur Daljir et Sahra Dawo, vivent désormais aux États-Unis.

## Discographie
- Dur Dur of Somalia - Volume 1, Volume 2 & Previously Unreleased Tracks (septembre 2018)

## liens externes
- Ressources relatives à la musique :   - AllMusic
  - Carnegie Hall
  - Discogs
  - Last.fm
  - MusicBrainz
  - Rate Your Music
- Notices d'autorité :   - VIAF
  - LCCN
  - WorldCat
- Hortense Volle, « Dur-Dur Band, le son somalien des années 80 ! », sur franceinter.fr